# Hankasalmi
Hankasalmi là một đô thị của Phần Lan.
Vị trí ở tỉnh Tây Phần Lan trong vùng Trung Phần Lan. Đô thị này có dân số 5.590 và diện tích 687,61 km² trong đó có 115,17 km² là diện tích mặt nước. Mật độ dân số là 8,13 người trên mỗi km².
Dân đô thị này chỉ sử dụng tiếng Phần Lan